# 七條命
《七條命》（英語：Untouchable Maniac），2000年上映的香港电影，导演周振榮，主演李修賢、莫昌成、颜仟汶、鄭浩南、陈明君、雷宇扬。

## 剧情
青年阿基不務正業的青年及從事翻版碟工場，他暗戀鄰居阿詩已久，但卻遲遲沒有表白。一日基在色情場認識了公關阿May，兩人前往了渡假屋尋歡樂，基順勢偷了她的首飾，但卻遭May的發現，兩人的爭吵驚動了屋主阿滿，但滿卻竟然協助基，並錯手把May殺害了。一次，詩被變態男子光頭卓迷姦，滿和基情急之下把卓殺死。滿其實不是一個屋主那麽簡單，不但是偷窺狂，更是變態殺手，卓的死滿足不了他，他變態地要求基和詩做愛並拍下影片讓自己欣賞，否則殺人滅口，基為了不想死，只好乖乖答應。May屍體被發現，由重案組總督察李智堅接手調查，詩後來逃出基的魔爪並去警察侷報案，但是堅自從在同為警察的好友阿正殉職後做事經常頹喪，連和女友嘉嘉的感情也告終。終於，基受不住滿的變態行為，憤怒之下把其殺死，堅得知後立刻重新震作去追捕基，但追捕過程中基卻被車撞死了，這宗案件也目前告一段落，嘉嘉見堅重新震作，決定與其復合，片終。

## 演员
| 演员   | 角色   | 备注                                                   |
| 李修賢 | 李智堅 | 重案組總督察，嘉嘉的前男友，後復合。（配音：張炳強）   |
| 莫昌成 | 阿基   | 不務正業的青年，暗戀鄰居阿詩。（配音：羅偉傑）         |
| 郑浩南 | 阿滿   | 偷窺狂，變態殺手。（配音：張炳強）                     |
| 雷宇扬 | 光頭卓 | 欲迷姦阿詩的變態男子。（配音：古明華）                 |
| 颜仟汶 | 阿美   | 夜總會的女公關，在一次發現基偷了自己的首飾後被滿殺害。 |
| 陳明君 | 阿詩   | 基的鄰居，被其暗戀已久。                               |
| 夏占士 | 光頭占 | 重案組探員，堅的下属（配音：黃志明）                   |
| 馬德鐘 | 阿正   | 警察，堅的好友，已殉職                                 |
| 林其欣 | 嘉嘉   | 堅的前女友，後復合。                                   |

## 制作
本片雖寫著李修賢為主演，但其實他的戯分不多。
颜仟汶為當年三級片的常客。

## 外部連結
- 香港影庫上《七條命》的資料（繁體中文）
- 豆瓣电影上《七條命》的資料 （简体中文）
- 互联网电影数据库（IMDb）上《七條命》的资料（英文）